# Robert Roy MacGregor
Robert Roy Macgregor (født i 1671 i Glengyle nær Loch Katrine og død 28. december 1734 i sit hjem i Inverlochlarig Beg, Balquihidder) var en skotsk folkehelt og fredløs.

## Liv
Han blev kaldt Rob Roy eller Red McGregor (Røde McGregor) på grund af sit røde hår. Hans far hed Donald Macgregor, og hans mor hed Margaret Campbell. Hans blev senere gift med Mary Helen MacGregor af Comar, og sammen fik de børnene James, Ranald, Coll og Robert (kendt som Robin Oig eller Young Rob).
Som 18-årig drog Robert Roy Macgregor sammen med sin far og mange andre medlemmer af en række skotske klaner i en forgæves kamp anført af Viscount Dundee for at støtte den afsatte kong Jakob VII af Skottland (der samtidig var Jakob II af England) fra Huset Stuart i kampen mod Vilhelm af Oranien, Jakobs fætter og konge af England, Irland og Skotland under navnet Vilhelm III af England efter afsættelsen af Jakob.
Oprøret mellem de overvejende skotske støtter af kong Jakob (der blev betegnet Jakobitter) og Vilhelms bedre udstyrede Rødfrakker blev efterfølgende betegnet Jakobitoprøret. Oprøret og kampene mellem Jakobitter og Rødfrakker er en udførligt behandlet begivenhed i Skotlands historie. 
Rob Roy blev efterfølgende en velrespekteret kvægmand, i en periode, hvor kvæg blev anset for relativ fælles ejendom, og Rob Roy blev en af de professionelle kvægpassere, som mod betaling beskyttede ejernes rettigheder. Efter at nogle af hans folk mistede ikke blot alt det kvæg de beskyttede, men også en stor sum lånte penge, de havde fået overdraget ansvaret for, mistede Rob Roy al sin ejendom samtidig med at han yderligere blev erklæret fredløs og senere fængslet i 1722.

## I populærkultur
Daniel Defoe skrev i 1723 en fiktionaliseret roman – Highland Rogue – baseret på Rob Roys liv, og romanen var med til at gøre Rob Roy til en levende legende, hvad der påvirkede magthaverne til at løslade ham. Da Sir Walter Scott i 1817 skrev romanen Rob Roy blev der tilføjet yderligere stof til legenden (der herefter nærmest gjorde Rob Roy til en moderne Robin Hood). William Wordsworth digt "Rob Roy's Grave", som han skrev under en rejse til Skotland i 1803 har yderligere bidraget, ligesom også filmiske fremstillinger har bidraget, først og fremmest filmen Rob Roy fra 1995, instrueret af Michael Caton-Jones, hvor han spilles af Liam Neeson.